# 무명 (옷감)

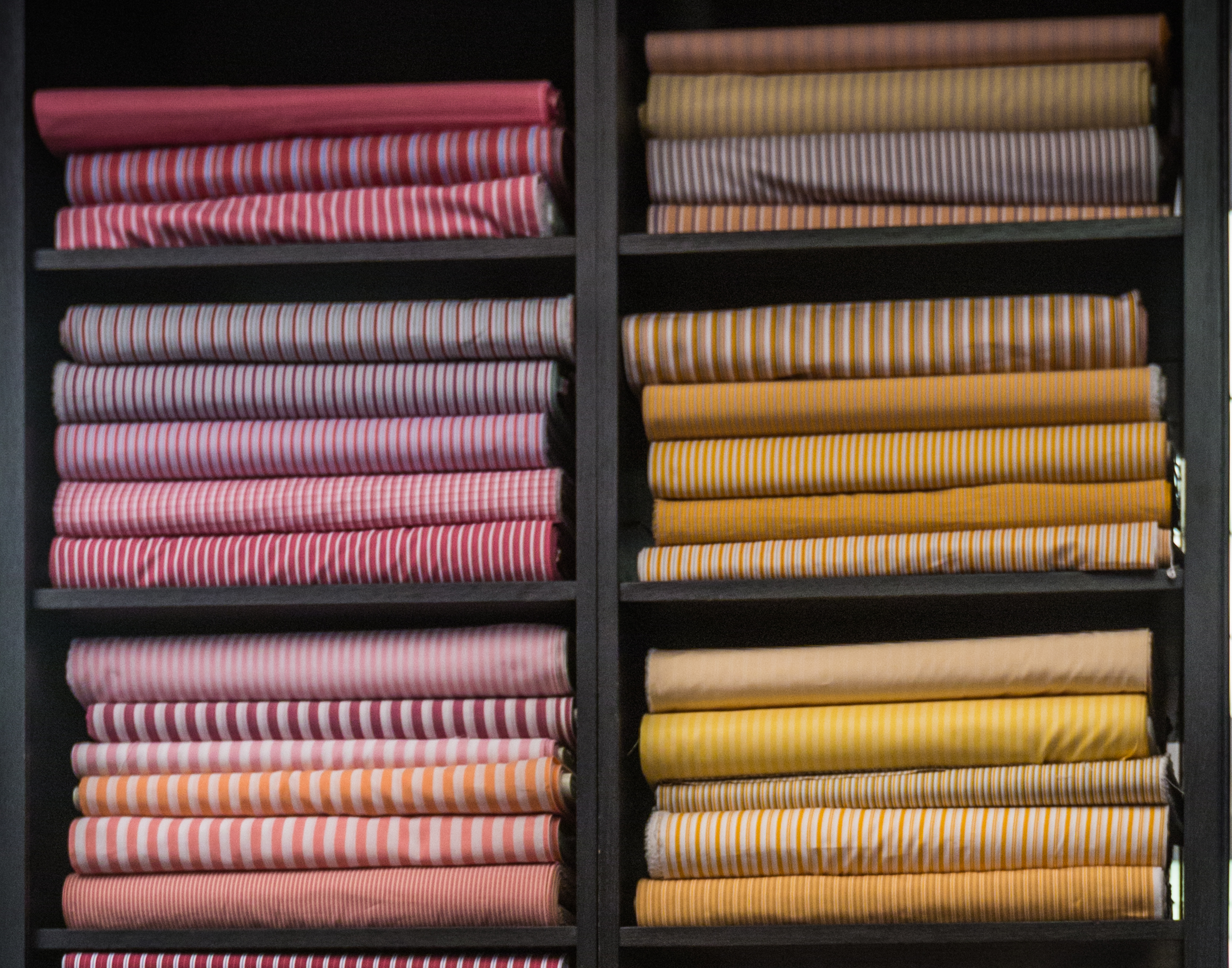

면직물(綿織物, cotton cloth), 또는 무명, 면포(綿布)는 목화로부터 얻어진 면으로 짠 직물이다. 땀과 수분을 잘 흡수하며 촉감이 좋고 가격이 싼 편이라 실용적이다. 속옷이나 여러 가지 의류에 광범위하게 사용된다. 폴리에스테르 섬유와 혼방하여 많이 사용하기도 한다. 단점으로는 구김이 잘 생기고 수축하는 단점이 있다.

## 역사
삼국시대에도 백첩포(白疊布)라고 불리는 직물이 생산되었는데, 이는 초면을 이용한 면직물으로 추정된다.
한국에서는 고려 말기에 문익점이 원나라의 운남 지방에서 씨를 얻어 들어와 재배에 성공함으로써 널리 쓰이게 되었으나,

### 조선시대
조선 시대 초기부터 면포는 왕의 하사품과 무역을 위한 물품으로 많이 사용되었다. 면포는 또한 화폐의 역할을 했는데 거래와 세금을 걷는 데도 쓰였다. 15세이상의 백성은 평상시에는 군역 대신에 군포를 내었다. 또한 승려가 도첩을 받기 위해서는 정포 30필을 나라에 바치고 군포를 면제받을 수 있었다.

## 같이 보기
- 면보